# Cahnit
Cahnit ist ein sehr selten vorkommendes Mineral aus der Mineralklasse der „Borate“. Es kristallisiert im tetragonalen Kristallsystem mit der chemischen Zusammensetzung Ca[AsO4|B(OH)4], ist also chemisch gesehen ein Calcium-Boroarsenat.
Cahnit entwickelt meist disphenoidische (keilförmige) oder pseudo-oktaedrische Kristalle und kreuzförmige Durchdringungs-Zwillinge mit glasähnlichem Glanz auf den Oberflächen. In reiner Form ist Cahnit farblos und durchsichtig. Durch vielfache Lichtbrechung aufgrund von Gitterbaufehlern oder polykristalliner Ausbildung kann er aber auch weiß erscheinen und in seltenen Fällen durch Fremdbeimengungen eine hellgelbe oder -grüne Farbe annehmen, wobei die Transparenz entsprechend abnimmt.

## Besondere Eigenschaften
Unter UV-Licht zeigen manche Cahnite eine hellgelbe Fluoreszenz, ähnlich der von neonfarbenen Textmarkern.

## Etymologie und Geschichte
Erstmals entdeckt wurde das Mineral durch Lazard Cahn (1865–1940) in der „Franklin Mine“ bei Franklin im Sussex County des US-Bundesstaates New Jersey. Cahn übergab die Proben an Charles Palache, allerdings reichte die Menge des Materials für eine genaue Analyse nicht aus. Aufgrund der charakteristischen Form und Winkel der kleinen, weißen Kristallzwillinge vermutete Palache jedoch eine nahe Verwandtschaft mit dem Barium-Zeolith Edingtonit. In seiner Erstbeschreibung von 1921 sah er das Mineral daher als „Calcium-Edingtonit“ an und gab ihm den Namen Cahnit nach seinem Entdecker. Der Name des neuen Minerals wurde 1921 zwar im Magazin „American Mineralogist“ der Mineralogical Society of America veröffentlicht, die Erstbeschreibung mit dem Titel „Holdenite and Cahnite, two new minerals from Franklin Furnace, New Jersey“ jedoch weder gelesen noch gedruckt.
Fünf Jahre später konnte George Stanton aus Franklin das Mineral in etwas größerer Menge im nördlichen Teil der Franklin Mine wiederentdecken. Die Identität des neuen Materials blieb zwar zunächst verborgen, da es im Gegensatz zum Erstfund schlecht kristallisiert war. L. H. Bauer hatte es allerdings zwischenzeitlich geschafft, die besondere chemische Zusammensetzung des ersten Minerals aufzudecken. Nach einer spektroskopischen Untersuchung an einem der ursprünglichen Kristalle und Vergleich mit der neuen Probe konnte die Identität der beiden Minerale bestätigt werden. Die vollständige Mineralbeschreibung von Palache und Bauer wurde 1927 im „American Mineralogist“ veröffentlicht.
Typmaterial des Minerals wird an der Harvard University in Cambridge, Massachusetts (Katalog-Nr. 90010, 90015, 90016, 90019) und im National Museum of Natural History in Washington, D.C. (Katalog-Nr. 95568) in den USA aufbewahrt.

## Klassifikation
In der veralteten 8. Auflage der Mineralsystematik nach Strunz gehörte der Cahnit zur Mineralklasse der „Borate“ und dort zur Abteilung „Inselborate (Nesoborate)“, wo er gemeinsam mit Bandylith und Teepleit in der „Bandylith-Cahnit-Gruppe“ mit der Systemnummer Vc/A.06 steht.
In der zuletzt 2018 überarbeiteten Lapis-Systematik nach Stefan Weiß, die formal auf der alten Systematik von Karl Hugo Strunz in der 8. Auflage basiert, erhielt das Mineral die System- und Mineralnummer V/G.08-030. Dies entspricht der Klasse der „Nitrate, Carbonate und Borate“ und dort der Abteilung „Inselborate“, wo Cahnit zusammen mit Bandylith und Teepleit eine unbenannte Gruppe mit der Systemnummer V/G.08 bildet.
Die von der International Mineralogical Association (IMA) zuletzt 2009 aktualisierte 9. Auflage der Strunz’schen Mineralsystematik ordnet den Cahnit in die Klasse der „Borate“ und dort in die Abteilung „Monoborate“ ein. Hier ist das Mineral in der Unterabteilung „B(O,OH)4, ohne und mit zusätzlichen Anionen; 1(T), 1(T) + OH usw.“ zu finden, wo es als einziges Mitglied eine unbenannte Gruppe mit der Systemnummer 6.AC.70 bildet.
In der vorwiegend im englischen Sprachraum gebräuchlichen Systematik der Minerale nach Dana hat Cahnit die System- und Mineralnummer 43.04.04.01. Das entspricht der Klasse der „Phosphate, Arsenate und Vanadate“ und dort der Abteilung „Phosphate“. Hier findet er sich innerhalb der Unterabteilung „Zusammengesetzte Phosphate etc., (Wasserfreie zusammengesetzte Anionen mit Hydroxyl oder Halogen)“ als einziges Mitglied in einer unbenannten Gruppe mit der Systemnummer 43.04.04.

## Bildung und Fundorte

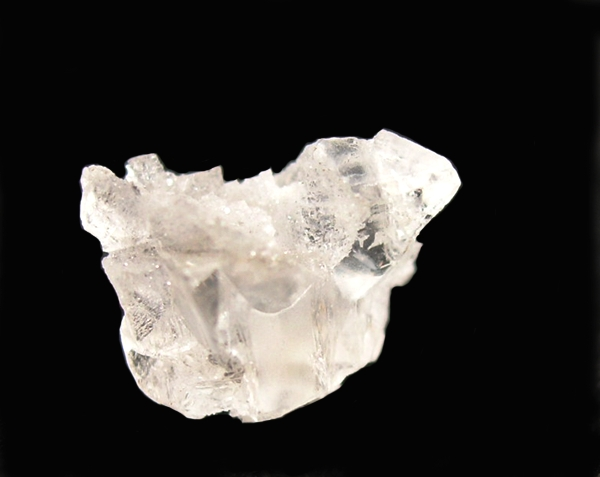
Fast farbloser Cahnit-Kristallzwilling aus der Franklin Mine, Sussex County, New Jersey (Größe: 1 cm × 0,8 cm × 0,5 cm)

An seiner Typlokalität „Franklin Mine“ (New Jersey, USA) bildete sich Cahnit in Pegmatiten, die stratiforme und metamorphisierte Zink-Erzkörper durchschnitten hatten. Als Begleitminerale traten hier Axinit, Baryt, Datolith, Flinkit, Franklinit, Friedelit, Granat, Groutit, Hausmannit, Hetaerolith, Hedyphan, Hodgkinsonit, Jarosewichit, Kentrolith, Pyrochroit, Rhodonit, Samfowlerit und Willemit auf.
Cahnit ist eine sehr seltene Mineralbildung und konnte bisher nur an rund 10 Fundorten weltweit entdeckt werden (Stand 2014). Seine Typlokalität „Franklin Mine“ ist dabei der bisher einzige bekannte Fundort in den Vereinigten Staaten von Amerika.
Weitere bisher bekannte Fundorte sind unter anderem ein Karbonatitkomplex bei Catalão im brasilianischen Bundesstaat Goiás, der Steinbruch Vallerano bei Valleranello und Capo di Bove in den Albaner Bergen in der italienischen Metropolitanstadt Rom, die „Fuka Mine“ nahe der Stadt Takahashi (Präfektur Okayama) auf der japanischen Insel Honshū, die Grube Nr. 3 in der Huanggang-Fe-SnLagerstätte im Hexigten-Banner im Autonomen Gebiet Innere Mongolei (China), die „Kombat Mine“ (Region Otjozondjupa) in Namibia, Klodeborg (Klodeberg) nahe Øyestad (Kommune Arendal, Aust-Agder) in Norwegen, die Lagerstätte „Solongo B“ auf dem Witimplateau in der russischen Republik Burjatien (Sibirien) sowie die Gruben „Hisarcik“ und „Killik“ bei Emet in der türkischen Provinz Kütahya.

## Kristallstruktur
Cahnit kristallisiert tetragonal in der Raumgruppe I4 (Raumgruppen-Nr. 82) mit den Gitterparametern a = 7,11 Å und c = 6,20 Å sowie zwei Formeleinheiten pro Elementarzelle.